# Лампрейя, Луис Фелипе
Луи́с Фели́пе Палме́йра Лампре́йя (порт. Luiz Felipe Palmeira Lampreia; 19 октября 1941, Рио-де-Жанейро, Бразилия — 2 февраля 2016, там же) — бразильский учёный-социолог, дипломат, государственный деятель и публицист, министр иностранных дел Бразилии (1995—2001).

## Биография и карьера
Родился в семье Жуана Лампрейя и Марии Каролины Палмейра Лампрейя.
Получил высшее социологическое образование в Папском католическом университет в Рио-де-Жанейро, закончив его в 1962 году. В том же году поступил для получения дипломатического образования в Институт Рио-Бранко.
С 1963 года на государственной службе.
Был послом Бразилии в Португалии и Суринаме, постоянным представителем страны при ООН и международных организациях в Женеве. В 1990-х годах занимал руководящие посты Министерства внешних связей Бразилии в ранге генерального секретаря (с 8 октября 1992 по 23 июня 1993 г.), и. о. министра (с 20 мая по 20 июля 1993 г.) и министра внешних связей (с 1 января 1995 по 12 января 2001 г.).
После завершения дипломатической карьеры вёл колонку-блог о международной политике на сайте крупнейшей бразильской газеты O Globo. Также занимался преподавательской деятельностью. Являлся вице-президентом Бразильского Центра международных отношений. Кроме того, являлся членом советов директоров нескольких международных консалтинговых фирм в области стратегического планирования, в частности, McLarty Associates и Oxford Analytica и крупных компаний (Partex Oil and Gas, Souza Cruz и Coca-Cola), а также португальского банка Caixa Geral де Depósitos.
Был отцом трёх дочерей Елены, Инес и Тересы Лампрейя и внучки Марии Каролины Лампрейя Матараццо.

## Награды
Награждён рядом орденов Португалии высоких степеней:
- Командор Ордена Инфанта дона Энрике (от 22 декабря 1977)
- Кавалер Большого креста (второй степени) того же ордена (от 2 июля 1991)
- Кавалер Большого креста (высшей степени) Ордена Христа (от 4 октября 1995)
- Кавалер Большого креста (второй степени) Ордена Сантьяго (от 18 августа 1997)
- Кавалер Большого креста (высшей степени) Ордена Заслуг (от 4 марта 2000)[5]
- Орден князя Ярослава Мудрого III степени (25 октября 1995 года, Украина)[6]
- Кавалер Большого креста ордена Звезды Румынии (2000, Румыния)[7]
- Медаль Восточной Республики Уругвай (7 мая 1997 года, Уругвай)[8]